# Bodvar Svina Kaunsson
Bodvar Svina Kaunsson (apodado el Porcino, n. 685) fue un caudillo vikingo de Bergi, Hedmark, rey de Hordaland. Era hijo de Kaun Solgasson y padre de Thorir Svina Bodvarsson. Varios colonos de la Mancomunidad Islandesa proclamaron ser descendientes de Bodvar.